# Artocarpus chama
L'Artocarpus chama és una espècie de planta amb flors del gènere Artocarpus dins la família de les moràcies nativa de l'est de l'Himalaia, l'estat indi d'Assam, Bangladesh, l'arxipèlag d'Andaman i la Xina central i del sud-oest.

## Taxonomia
Aquest tàxon va ser publicat per primer cop l'any 1826 a la revista Memoirs of the Wernerian Natural History Society per Francis Buchanan-Hamilton.

### Sinònims
Els següents noms científics són sinònims d'Artocarpus chama:
- Artocarpus chaplasha Roxb.
- Ficus chrysophthalma (Miq.) Miq.
- Urostigma chrysopthalmum Miq.
- Saccus chaplasha (Roxb.) Kuntze